# 本間政雄
本間 政雄（ほんま まさお、1948年8月3日 - ）は、元学校法人立命館副総長、元立命館アジア太平洋大学副学長、元学校法人関東学院常務理事、元文部官僚。2013年4月から学校法人梅光学院理事長に就任。2005年に設立された国立大学マネジメント研究会の会長となり、2011年の大学マネジメント研究会への改称後も引き続き会長を務めている。2021年7月31日、任期途中にもかかわらず梅光学院理事長の職を突然辞任した。

## 来歴・人物
愛知県名古屋市出身。名古屋大学法学部政治学科を卒業し、1971年（昭和46年）に文部省入省。入省3年目に人事院の行政官長期在外研究員制度によりロンドン・スクール・オブ・エコノミクスに留学。文部省初等中等教育局高等学校課長、横浜国立大学事務局長、文部省大臣官房総務審議官などを経て、京都大学理事・副学長（総務・人事・広報・事務総合調整・社会連携等担当）職を最後に同省を退官。2005年10月より独立行政法人大学評価・学位授与機構教授および国際連携センター長を兼務した。経済協力開発機構 (OECD) やフランス大使館への出向経験もある。京大副学長時にはキャンパス内の高級フランス料理店の設置や企業スポンサー制度を設けた。